# Politique commerciale de l'Union européenne
La politique commerciale de l'Union européenne  est une politique communautaire menée par les représentants de l'UE pour le compte des 27 États membres. Elle vise à développer le Commerce extérieur de l'Union européenne.

## Fonctionnement
La politique commerciale est une politique exclusive de l'Union européenne, le seul interlocuteur en interne comme en externe est la Commission, qui en tant que négociateur représente les 27 États,. Ceux-ci n'assistent pas aux négociations et là où ils sont présents, (OMC, etc.) ils ne prennent la parole qu'au titre national et non-européen. Mais le traité instaure un processus de décision équilibrée assurant la capacité de négociation de l'UE,. Les États membres (et le Parlement) disposent de deux atouts essentiels : la possibilité d'ouvrir des négociations avec les pays tiers (adoption de mandat) et la possibilité de conclure des accords négociés (art. 218). Il revient également à la Commission d'informer régulièrement les États membres et le Parlement pendant les négociations,. Le Traité assure l'implication croissante du Parlement européen dans la politique commerciale européenne.[réf. nécessaire]
Il existe un Commissaire européen au commerce.

## Objectifs
L'objectif principal est l'ouverture des marchés en croissance au commerce avec les États membres dans un contexte d'intensification de la concurrence entre les grands acteurs économiques planétaires (90 % de la croissance mondiale sera générée en dehors de l'Europe dans les prochaines décennies[Quand ?]). Les objectifs généraux de l'Union sont définis dans les traités,, notamment les principes de l'action extérieure de l'Union.

## Intégration avancée
Cette intégration avancée résulte d'un élargissement progressif des compétences affectées à l'Union, de l'union douanière au traité de Lisbonne (renforcement de la compétence exclusive : commerce des biens, services, investissements, intégration en cours de l'investissement dans la politique commerciale, généralisation de la majorité qualifiée, rôle accru du Parlement) et de l'action positive de la Cour de justice dans la construction de politiques communautaires (arrêts de 1979[réf. souhaitée] et 1994[réf. souhaitée]).

## Un concept élaboré et assumé à 27
- Ouverture commerciale dans un cadre réglementaire, plutôt que libre échange.
- Une disposition explicite du Traité : « intégration de tous les pays dans l'économie mondiale, y compris par la suppression progressive des obstacles au commerce international »[10].
- Managed globalization : positionnement dans le triangle: ouverture/règles/concurrence. Un cadre novateur, associant ouverture de marché avec régulation dans les domaines économique, social, environnemental et recherche d'un équilibre concurrence/coopération.
- Infléchi en 2006 vers l'ouverture préférentielle bilatérale des marchés en croissance. Un virage majeur après l'échec des négociations multilatérales de l'OMC à Hong-Kong en 2005 et la fin d'un moratoire de fait sur les négociations bilatérales depuis 1999.
- La notion de deep trade agenda : dispositions ambitieuses négociées dans les accords commerciaux concernant les aspects sociaux, la conformité vis-à-vis des normes environnementales et sanitaires (les produits importés doivent satisfaire aux mêmes règles que les produits européens).
- La notion de réciprocité : un concept politique, non reconnu par l'OMC. Équilibre des négociations et mise en œuvre des engagements assurée par le dispositif institutionnel, virage majeur vers plus de réciprocité depuis 2006 avec la relance de négociation d'accords bilatéraux, propices à l'établissement de concessions réciproques.

## Instruments de la politique commerciale
Trois  piliers : 
- Unilatéral : les préférences autonomes aux pays en voie de développement ne résultant pas d'une négociation, non réciproques, pouvant être amendées sans négociations, exception à la clause de la nation la plus favorisée de l'OMC permise par la clause d'habilitation de 1979.
- Bilatéral : une implication croissante de l'UE dans les négociations bilatérales depuis 2006. La communication Global Europe[11], virage stratégique majeur vers la libéralisation bilatérale : des accords de libre échange dits OMC+; ouverture des marchés émergents et élimination des obstacles non tarifaires, complémentarité OMC/domaines non couverts : investissement, concurrence, marchés publics.
- Multilatérale UE/OMC : des approches convergentes, ouverture des marchés, multilatéralisme, règles/primauté du droit. L'OMC meilleur diffuseur de l'ouverture commerciale : principes de réciprocité, non-discrimination/CNPF, consolidation des engagements notamment tarifaires, traitement national des produits, transparence, interdiction des protections déguisées. Soutien du droit international mais panne de la libéralisation multilatérale depuis Cancun en 2003. L'intégration commerciale mondiale se poursuit largement hors de l’OMC.

## Agenda normatif de l'UE
Les accords commerciaux, instrument de promotion des valeurs de l'UE : droits de l'Homme, règles de droit, opposabilité des préférences non marchandes à l'ouverture des marchés : environnement, principe de précaution, multifonctionnalité en agriculture, normes sociales, diversité culturelle.

## Négociations
Les négociations d'accords de libre-échange fait partie des compétences exclusives de l'UE en matière de développement commercial des marchandises, services et IDE, ce qui dans certains cas peut se présenter sous la forme d'un accord de libre-échange complet et approfondi.
L'une des négociations les plus importantes est celle avec les États-Unis portant sur le partenariat transatlantique de commerce et d'investissement, mais une vingtaine d'autres négociations commerciales sont en cours de négociation avec d'autres États comme le Canada (accord économique et commercial global) ou ensembles régionaux comme le Conseil de coopération du Golfe ou les pays de la zone ACP.

### Accords signés
De 1975 à 1990, la convention de Lomé associe la Communauté économique européenne (CEE) à des États dits pays ACP (Afrique, Caraïbes et Pacifique), soit 46 pays en 1975, 57 pays en 1979, 66 pays en 1984 et 70 pays en 1990.
En mai 1992, signature de l'accord d'association entre les États membres de la Communauté européenne, partie à l'accord conjointement avec chacun de ses États membres, et les États membres de l'Association européenne de libre-échange (AELE).
En 1994, signature de l'accord de partenariat et de coopération entre la Russie et l'Union européenne entré en vigueur en 1997 pour une durée de dix années.
En 1995, Union douanière entre l'Union européenne et la Turquie.
En 1995, signature de l'accord d'association entre la Tunisie et l'Union européenne appliqué depuis 1998.
En 1997, signature due l'accord de partenariat économique, de coordination politique et de coopération — entre les États-Unis du Mexique et l'UE — qui entre en vigueur en 2000.
En 2000, accord de Cotonou pour 20 ans, qui remplace la convention de Lomé.
En 2002, accord d'association entre le Chili et l'Union européenne qui entre en vigueur en 2003.
Au 1er janvier 2009, la CEE disparaît par intégration dans l'UE, et l'UE lui succède formellement en tant que membre de l'Espace économique européen.
En 2012, signature de l'accord d'association entre le Système d'intégration centraméricain et l'Union européenne pour entrée en vigueur en 2013, avec le Costa Rica, le Guatemala, le Salvador, le Nicaragua et le Honduras et le Panama.
En 2014, signature de l'accord économique et commercial global avec le Canada, pour entrée en vigueur début 2017.
En 2014, signature de l'accord d'association entre la Moldavie et l'Union européenne qui entre en vigueur en 2016.
En 2014, signature de l'accord d'association entre la Géorgie et l'Union européenne qui entre en vigueur en 2016.
En 2016, signature de l'accord économique et commercial global avec le Canada qui reste soumis à ratification des Parlements nationaux.
En juillet 2025, Les États-Unis, et l'Union européenne conclus, un accord commercial, prévoyant des droits de douane de 15 % sur les exportations européennes, les états européens, s'engagent à des achats d'énergie de 750 milliards de dollars, et à 600 milliards d'investissements supplémentaires, aux États-Unis.

### Autres négociations
- Partenariat transatlantique de commerce et d'investissement
- Accord d'association entre l'Ukraine et l'Union européenne
- Accord sur le commerce des services

## Sources

## Compléments